# アルビール国際空港
アルビール国際空港（アルビールこくさいくうこう、クルド語: Firokaxaney Nêwdewletî Hewlêr、アラビア語: فڕۆکه‌خانه‌ی نێوده‌وڵه‌تی هه‌ولێر、英語: Erbil International Airport）はイラク・クルド自治区の都市アルビールにある国際空港である。

## 歴史
この空港は1970年代初期にイラク軍の軍事基地として建設された。2003年のイラク戦争後はクルド自治政府(KRG)がその管理を引き継ぎ、5億5000万米ドルを費やして建設された新空港が2005年にオープンした。この改装によって、比較的低地にある民用可能な空港としては世界屈指の長さを誇る4,800mの滑走路のほか、VIP用の設備も備えた本格的なターミナルビルも保有するようになった。

### 現在
クルド自治区は石油や天然ガス等の資源に恵まれている。近年、この地域への投資が急速に増加しており、同時にビジネス需要も高まっている。その為、この空港に就航する航空会社も年々増加している。
2021年現在もアメリカ軍が駐留を続けている。同年9月11日には、空港近くで爆発物を積んだ無人機による攻撃があった。

## 就航航空会社と就航都市

### 旅客便
| 航空会社                 | 就航地 |
| ------------------------ | --- |
| イラク航空               | バグダード、バスラ マディーナ、シャルム・エル・シェイク、トビリシ、ドバイ、カイロ                                      |
| UR航空                   | イスタンブール/IST、トラブゾン、ベイルート、アムステルダム、ロンドン/LGW、ケルン、シュトゥットガルト、デュッセルドルフ |
| フライアルビール         | アテネ(2025年9月2日より運航再開予定)                                                                                   |
| マーハーン航空           | テヘラン |
| ミドルイースト航空       | ベイルート |
| AJet                     | イスタンブール/SAW |
| ターキッシュエアラインズ | イスタンブール/IST |
| ペガサス航空             | イスタンブール/SAW、アンカラ                                                                                           |
| サンエクスプレス         | アンタルヤ |
| カタール航空             | ドーハ |
| フライドバイ             | ドバイ |
| エア・アラビア           | シャールジャ |
| ロイヤル・ヨルダン航空   | アンマン |
| エジプト航空             | カイロ |
| ユーロウィングス         | ハノーファー、ニュルンベルク(2025年11月4日より運航開始予定)                                                            |
| オーストリア航空         | ウィーン |

### 貨物便
| 航空会社                 | 就航地         |
| ------------------------ | -------------- |
| エミレーツ・スカイカーゴ | ドバイ/DWC     |
| BBN航空                  | イスタンブール |